# Manuel Bosch y Reyes
Manuel Bosch y Reyes (Cádiz, 1848-Madrid, 1890) fue un escritor español.

## Biografía
Nació en 1848 en Cádiz, el día 29 de enero. Descrito por Francisco Cuenca como un «literato de gran cultura», fue por mucho tiempo redactor y administrador de La Ilustración Española y Americana publicando, entre otros títulos, una obra sobre la filoxera. Falleció en 1890, a mediados de agosto, en Madrid, y fue enterrado en el cementerio de San Justo.